# Ophiomyia anomala
Ophiomyia anomala är en tvåvingeart som beskrevs av Spencer 1961. Ophiomyia anomala ingår i släktet Ophiomyia och familjen minerarflugor. Inga underarter finns listade i Catalogue of Life.